# Nemaspela caeca
 Nemaspela caeca is een hooiwagen uit de familie aardhooiwagens (Nemastomatidae). De wetenschappelijke naam van Buresiolla caecum is soms verkeerd toegeschreven aan Nowikoff. De oorspronkelijke naam is Nemastoma caecum Grese, 1911. De soortnaam wordt bijgewerkt naar de latere formatie.